# Donzac (Gironde)
Donzac ist eine französische Gemeinde im Département Gironde in der Region Nouvelle-Aquitaine. Die Gemeinde liegt im Einzugsgebiet der Stadt Bordeaux. Seit dem Jahr 1962 liegt die Einwohnerzahl bei 120 bis 140, aktuell bei 123 Einwohnern (Stand 1. Januar 2022).
Die Gemeinde gehört zum Kanton L’Entre-deux-Mers und zum Arrondissement Langon.

## Bevölkerungsentwicklung
| Jahr                      | 1962 | 1968 | 1975 | 1982 | 1990 | 1999 | 2010 | 2016 |
| Einwohner                 | 162  | 152  | 144  | 143  | 124  | 124  | 148  | 120  |
| Quelle: Cassini und INSEE |      |      |      |      |      |      |      |      |

## Sehenswürdigkeiten

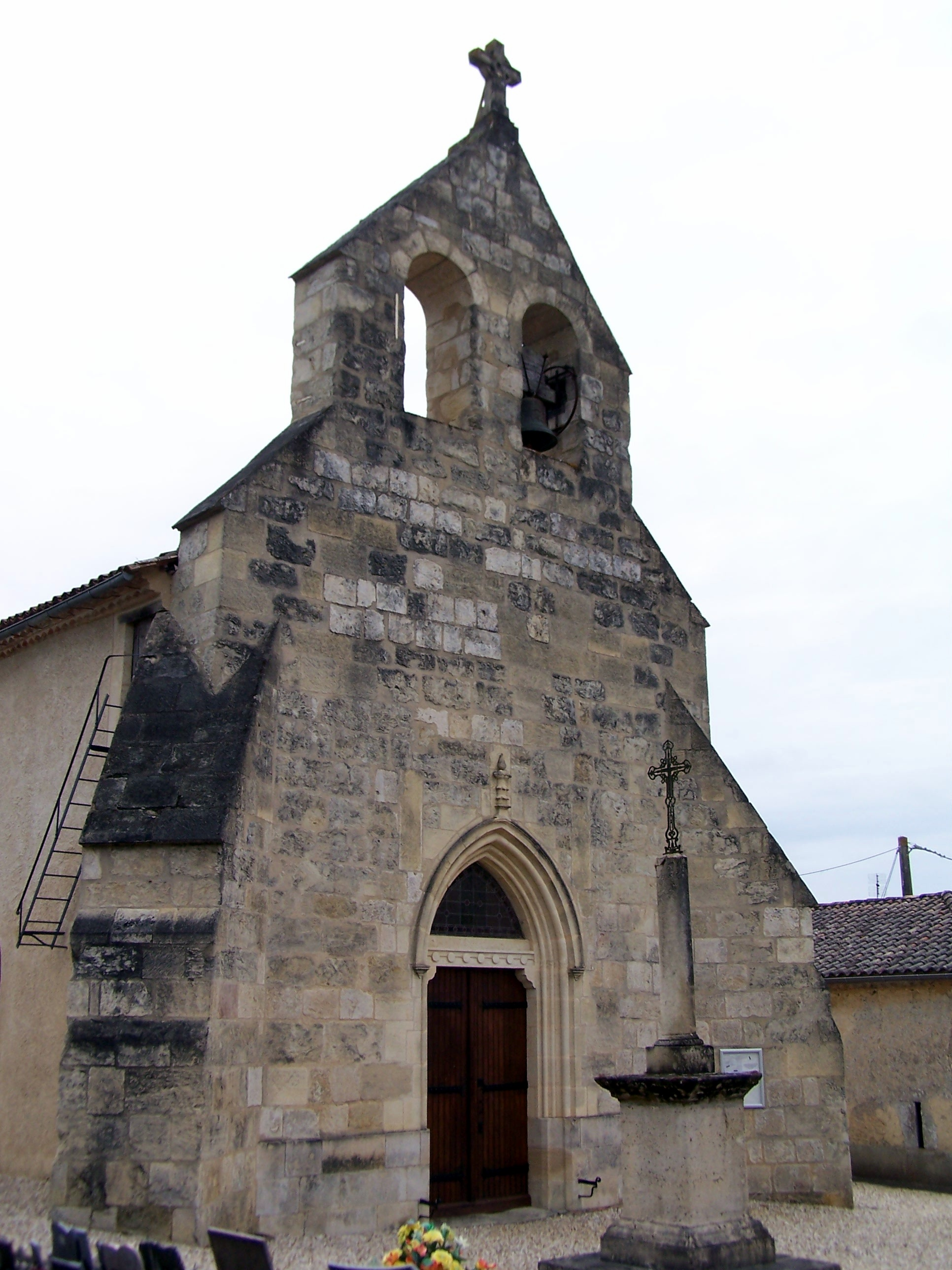
Kirche Saint-Christophe

- Kirche Saint-Christophe (siehe auch: Liste der Monuments historiques in Donzac (Gironde))

## Weinbau
Donzac ist eine Weinbaugemeinde; die Rebflächen gehören zu den Appellationen Premières Côtes de Bordeaux und Cadillac.